# Gare de Saint-Pé-de-Bigorre
Gare de Saint-Pé-de-Bigorre – przystanek kolejowy w Saint-Pé-de-Bigorre, w departamencie Pireneje Wysokie, w regionie Oksytania, we Francji.
Został otwarty w 1867 przez Compagnie des chemins de fer du Midi et du Canal latéral à la Garonne. Jest przystankiem kolejowy Société nationale des chemins de fer français (SNCF), obsługiwanym przez pociągi regionalne TER Midi-Pyrénées.